# NGC 4971
NGC 4971 este o galaxie lenticulară situată în constelația Părul Berenicei. A fost descoperită în 23 aprilie 1865 de către Heinrich Louis d'Arrest. Se află la o distanță de 91,2 de megaparseci de Pământ.